# Sitges GAA

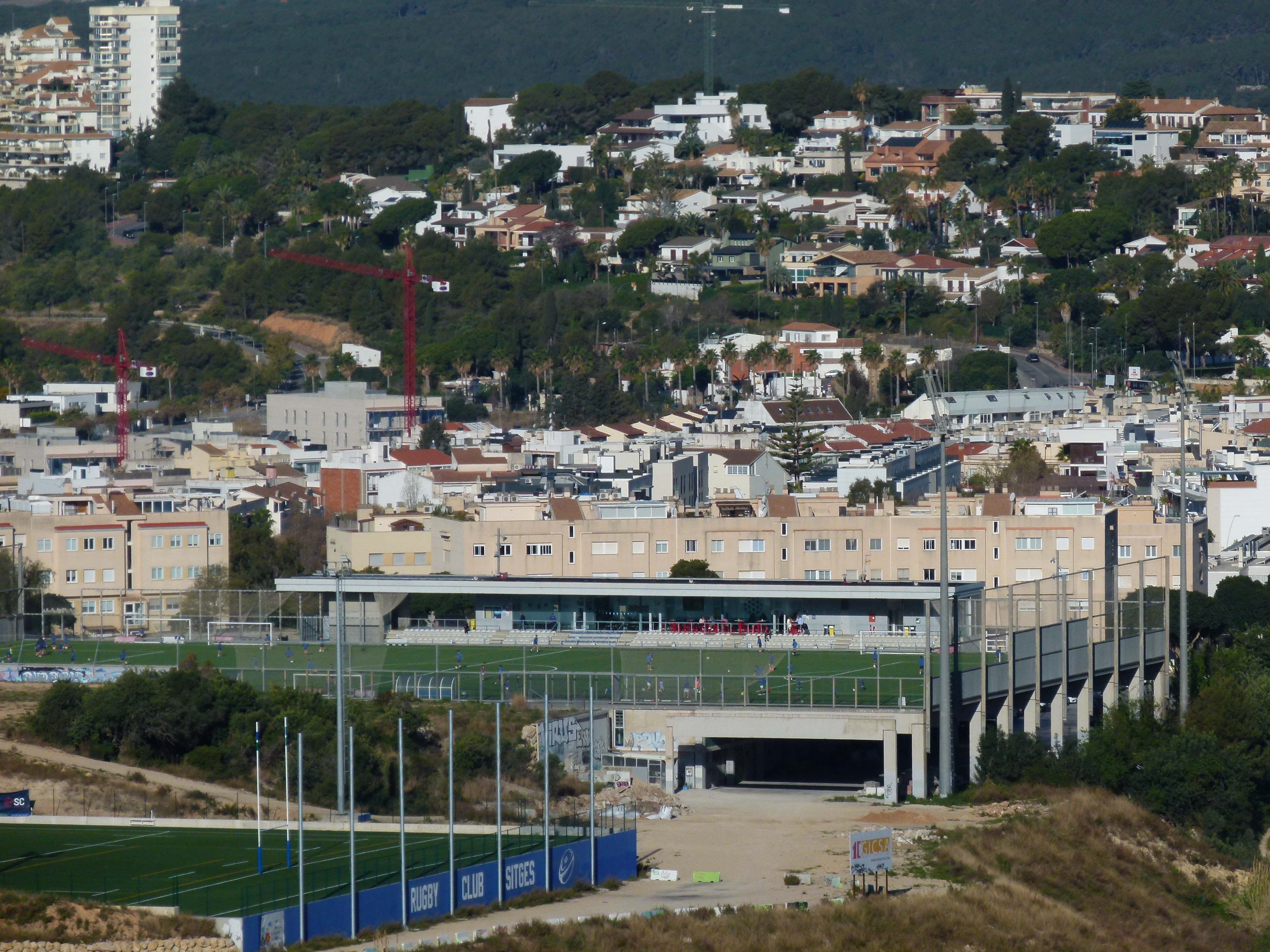
Camp Municipal Pins Vens, noves instal·lacions esportives sitgetanes

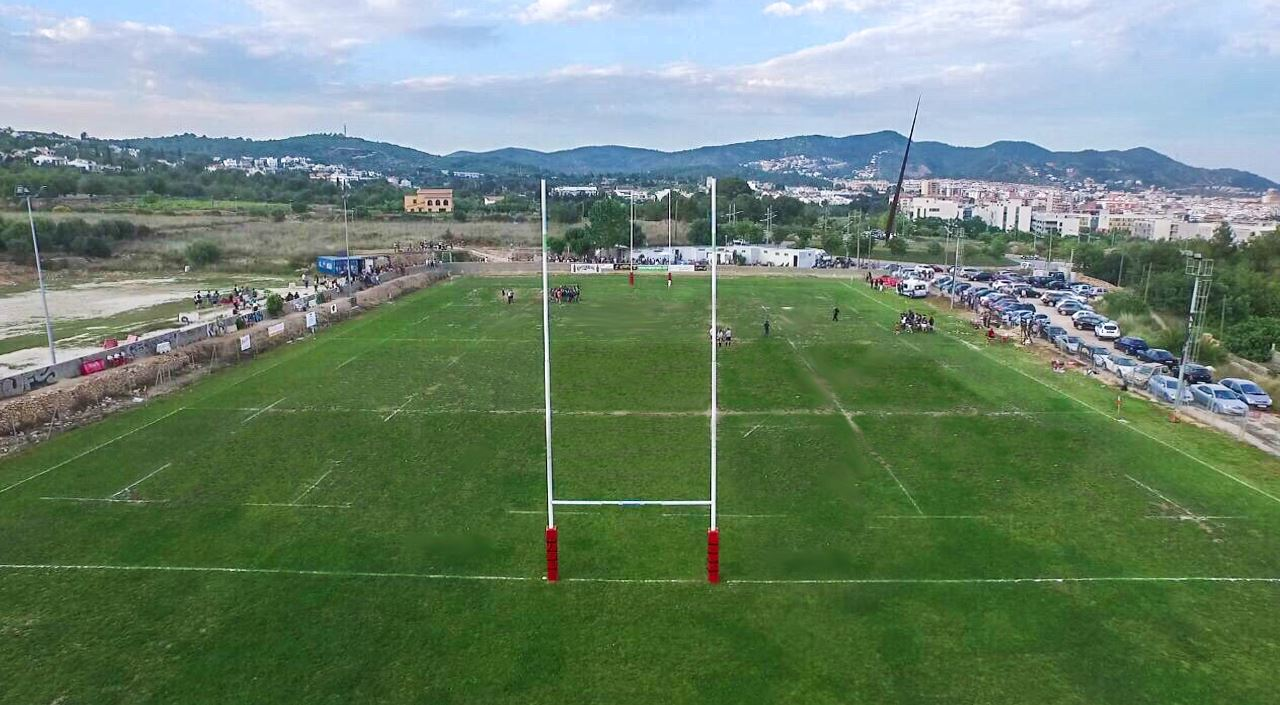
Antic camp municipal de Santa Bàrbara, conegut popularment com El patatal

El Gaelic Futbol Club Sitges Eagles, a vegades dit Sitges GAA, inscrit al registre d'entitats sitgetana formalment com Associació Cultural i Esportiva Futbol Gaèlic de Sitges és el club dedicat a l'esport del futbol gaèlic a la vila de Sitges.
Fundat a inicis del 2015 pel dublinès Michael Collins com a tercer club català, després del degà i d'arrel irlandesa, el Barcelona Gaels, i l'extint d'arrel gallega, el Gaelicos do Gran Sol. El club és  resultat de la presència local d'irlandesos, el suport del Rugby Club Sitges i el teixit associatiu popular existent. Fundats a la Taverna Tres Quarts, punt de trobada de la comunitat de rugby local, explica la relació entre les dues entitats. Des de la pandèmia, s'han afegit a les celebracions del dia de la cultura irlandesa que es celebra cada any a la vila de Sitges.
Seguint l'estel·la del rugby, el gaèlic entrenava i disputava els seus enfrontaments en el Municipal de Santa Bàrbara, fins al 2020 que es va inaugurar les noves instal·lacions del Pins Vens.
Forma part de la Federació d'esports gaèlics ibèrica, la Gaelic Games Iberia i competeix a la regió Centre-Est. La temporada 2023-24 van quedar 3rs de la lliga Intermediate (equivalent a una segona divisió), d'un total de 8 equips participants.